# Harimella
Harimella (dea Harimella) ist eine germanische Göttin. Der einzige Beleg für die Göttin ist ein Weihestein mit einer Inschrift aus dem 2. Jahrhundert n. Chr. bei dem schottischen Ort Birrens, Dumfriesshire am Hadrianswall. Die Bedeutung und Funktion der Göttin ist die einer Kriegsgöttin.

## Auffindung
Der Harimella belegende Stein wurde im 18. Jahrhundert auf dem Gelände des ehemaligen Tempelbezirks des Kastells Blatobulgium gefunden, er war dort mit weiteren Weihesteinen aufgestellt, die mehrheitlich römischen Gottheiten und einer keltischen Göttin gestiftet wurden (Mars, Minerva, Viradesthis). Neben dem Votivstein für die Harimella findet sich ein dort 1812 gefundener Stein der ebenfalls germanischer Herkunft zuordenbar ist: den der Göttin Ricagambeda. Thomas Pennant besichtigte ihn 1772 und hat die wissenschaftliche Erstbeschreibung unternommen („Tour in Scotland and voyage to the Hebrides“, Band 2. 1776). In der Folge wurde der Stein im Hoddom Castle aufbewahrt, er befindet sich in Privatbesitz und ist als ständige Leihgabe im Dumfries Museum ausgestellt.

## Inschrift
Der aus Sandstein und klastischen Sedimenten bestehende Stein hat die Maße von 68,6 × 35,6 cm in der Höhe und Breite. Er ist in der Ausführung schlicht gehalten mit einem einfachen Sockel und Gesims und planen Seitenflächen, lediglich der Aufsatz zeigt einfache Dekore bestehend aus symmetrisch an den Außenkanten ausgearbeiteten Radmotiven und in der Mitte Kullen. Die Schrifttafel trägt die fünfzeilige ungestörte, klar lesbare Inschrift in Capitalis mit üblichen Weihe-Formular.

“Deae / Harimel/lae sac(rum) Ga/midiahus / arc(h)it(ectus) v(otum) s(olvit) l(ibens) l(aetus) m(erito)”

Nach der Inschrift von Gamidiahus  einem germanischen Militär-Beamten (architectus) gestiftet.  Die dea Harimella wurde vermutlich von weiteren germanischen Militärangehörigen der dort in Garnison liegenden Cohors II Tungrorum und Cohors I Nervana Germanorum verehrt.

## Name und Funktion
Zur Namendeutung und der damit verbundenen Funktionsbestimmung der Göttin sind in der Forschung zwei wesentliche Positionen vertreten worden:
- Der Name leitet sich unter Einfluss keltischer Namengebung von einem Ortsnamen als eine ursprünglich Lokalgöttin der Tungerer ab.
- Der Name der Göttin steht in Bezug zur militärischen Profession und Umfeld der Stifter und Verehrer (Dedikaten) als eine Kriegsgöttin, oder walkürenartigen Figur.

### Etymologie
Zur Harimella besteht im Kontext der lateinischen Inschriften mit germanischer Herkunft die parallele Form Fledimella Hinzu treten frühmittelalterliche Personennamen wie beispielsweise: Mellarid, Baromellus, Mellobaudes, Baudomalla.
In der Forschung besteht für die Deutung des Hari- Segments Einheitlichkeit, für -mella konkurrieren die unterschiedlichen Lösungen. Harimella entspricht dem Typus der auf Grundwörten basierenden zweigliedrigen germanischen Namenbildung. Im ersten Glied ist das Bestimmungswort Hari- klar das germanische *xarjaz (harjaz) = Heer, Heerhaufen wie im gotischen harjis erkennbar vorliegend. Zum zweiten Glied -mella bestehen folgend die wesentlichen Möglichkeiten der Zuordnung, die für die Gesamtinterpretation als ein Abstraktum Weichen stellt.
- Rudolf Much führt -mella zu altnordisch mjöll =  Schnee, Neu- oder Pulverschnee, wie beispielsweise im Namen der mythischen Mjöll, zu germanisch *mella = glänzend, reiner frischer Neuschnee stellt.[12]
- Siegfried Gutenbrunner folgt Muchs Position und führt als erweiterndes Argument für die Verwendung von -mella in nordischen mythologischen Personennamen unter anderem das Beispiel aus dem eddischen Lied Alvíssmál 7 an „et miallhvīta man“ = „das Schneweiße Mädchen“, und aus Rígsþula 28 „hals hvītari hreinni mjǫlli“ = „der Hals weißer als reiner, frischer Schnee“.[13]
- Helmut Birkhan vergleicht -mella entgegen Much und Gutenbrunner mit altirsch mall[14] = langsam und lateinisch promellare (litem promovere) und mit griechisch μαλλός in der Bedeutung von „zögere, bin im Begriff“.[15]
- Norbert Wagner sieht in dem e in -mella einen häufigen Vorgang in lateinischen Inschriften für die Wiedergabe von germanisch a, sodass er als Ausgangsform eher und einfacher ein germanisches *maþlan = Versammlung, Versammlungsplatz annimmt.[16][17]
- Hermann Reichert stellt in der Summe -mell als etymologisch unklar dar.[18]

### Deutung
Edward Schröder stellte den Namen der Göttin zu den Ortsnamen von Hermalle-sous-Huy an der Maas bei Lüttich, das zum Gebiet des fränkischen Haspengaus auf  einstigen tungrischen Gebiet liegt. Schröder verweist auf die Schreibweise einer karolingischen Urkunde aus dem Jahr 779 in der Form Harimalla (Harimalla in pago Hasbaniense) und sieht beide Namen „unzweifelhaft“ verbunden.
Den auffälligen Unterschied der Vokale e in -mella zu a in -malla sieht er  ohne Gewicht, da das e durch den Beleg in Fledimella ausreichend gestützt ist. Entscheidender ist für ihn, dass er in der Form -malla einen keltischen Einfluss sah, durch den „spezifisch“  keltischen Brauch Toponyme (Ortsnamen) mit Theonymen (Götternamen) zu verbinden. Schröder sieht darin ein Relikt keltisierter Tungerer und gelangt zu folgenden Annahmen:
- Tungrische Soldaten sehen in der Göttin des Weihesteins eine Lokalgöttin und verehren sie aus heimatlicher Verbundenheit.
- Der Stifter Gamidiahus stammte aus Harimalla und leitete aus dem Ortsnamen, bedingt durch den einzigen Beleg, ein göttliches Wesen ab. Schröder bleibt in der Gesamtinterpretation und in der Etymologie unbestimmt da für ihn die Befundage unklar ist.

Rudolf Muchs allgemein anerkannte Kritik an Schröders Thesen, die er insgesamt ablehnt, beziehen sich auf zwei wesentliche Punkte. Erstens, verneinte er die durch Schröder festgemachte Keltisierung der Tungrer und sieht diese als einen klar germanisch kultivierten ethnischen Verband an. Zweitens, und gewichtiger, sieht er die Kontinuität eines vorgeblichen tungrischen Ortsnamen bis in die karolingische Zeit des 8./9. Jahrhunderts als unbeweisbare Spekulation an. Much verweist beispielsweise auf das altenglische heremeðel als „Sammelstelle des Heeres“ und auf die Ortsnamen aus karolingischer Gründung in der Region wie Heristall und überregionalen weiteren Belegen wie bei Theotmalli (das heutige Detmold). Er setzt für den Ortsnamen eine Grundform aus germanisch *hari-maþla an. Der Name der Göttin ist vom Ortsnamen zu trennen.
Much selber leitete aus dem Hari- einen Vergleich zu dem nordischen Namen der Walküre Herja ab, und verbunden mit seiner Deutung des -mella zur insgesamten Interpretation der Harimella als ein walkürisches Wesen (Glanz des Heeres oder die Heerglänzende) mit vermutlich gleichender Funktion. Zu dieser Deutung kommt er insbesondere durch seine Deutung des Namens der Fledimella als die in Schönheit glänzende. Helmut Birkhan übernimmt Muchs Ansatz der Zuordnung der Harimella in den Kontext der Walküren verwirft hingegen Muchs Kombinierungen und erklärt einfacher, und nach Rudolf Simek „schlüssiger“, mit dem Namen der eddischen Walküre Herfjötur als die das Heer hemende oder die das Heer fesselnde. Birkhan nimmt für seine Deutung als Vergleichsbasis auf die Darstellung der „Idise“ des Ersten Merseburger Zauberspruchs Bezug.
Norbert Wagner setzt für die germanische Ausgangsform von Harimella ein grundsätzliches germanisches *harja-maþl an (anders als Much der dies nur für den Ortsnamen Hermallé/Harimalla in Betracht zieht). Er sieht ein Kompositum vorliegen bestehend aus dem Bestimmungswort und einer Abstraktion germanisch *harja-z  + maþla  mit einem weiblichen Suffix (Anhängung) -on zur Vollform Harja-maþl-on. Durch einen lateinischen Vulgarismus in der Kompositionsfuge sei das vorliegende Har-i-mella entstanden. Er weist als Parallelvorgang auf den inschriftlichen Namen Har-i-gasti des Helm-B aus Negau hin. Letztlich deutet er unter Einbezug der bisherigen Namendeutungen und Interpretationen und Bildungsformen vergleichbarer Personennamen den Namen und die Funktion der Harimella als eine „Göttin die zur Sammelstelle des Heeres gehört“, als eine Kriegs- oder Kampfgöttin.
B. H. Stolte ordnet Harimella in seiner Untersuchung zu den religiösen Verhältnissen in der Germania inferior der einheimischen Gruppe germanischer Kriegsgöttinen zu, wie beispielsweise die Vihansa oder die Vagdavercustis. Er begründet dies mit dem Typus des Namens der im Vergleich zu den übrigen niederrheinischen Belegen des Inschriftenkorpus mit germanischen Bezug einen erkennbar kriegerischen Ausdruck zeigt.